# Idioma nehan
Nehan, también conocido como Nissan, es una lengua austronesia de la isla Nissan, al norte de Bougainville, Papúa Nueva Guinea.